# Aracely Arámbula
Aracely Arámbula Jaques (Chihuahua, 6 de março de 1975) é uma atriz, cantora e modelo mexicana.

## Biografia
Aracely iniciou sua carreira aos 13 anos, participando de concursos de beleza. Ao se mudar para a Cidade do México, prontamente conseguiu um papel em uma telenovela da Televisa, Cañaveral de pasiones de 1996, atuando junto com Juan Soler e Patricia Navidad, posteriormente atuou em Pueblo chico, Infierno grande de 1997, onde encarnou a jovem Leonarda Ruán, personagem que na segunda fase seria de Verónica Castro.
Pouco tempo depois Aracely atuou como Margarida Roldan, uma das personagens principais na telenovela El Alma no tiene color de 1997, junto com Laura Flores, Carlos Cámara, e Patricia Navidad
Sua primeira antagonista foi Mayté Monteverde em Rencor apasionado de 1998. Depois veio sua participação na telenovela juvenil Soñadoras de 1998, e em Alma rebelde de 1999, onde contracenou com o ator Ariel López Padilla. 
Finalmente teve sua primeira protagonista María del Carmen na telenovela Abrázame muy fuerte de 2000, sendo par romântico de Fernando Colunga e sua última atuação foi em Las vías del amor no ano de 2003, onde interpretou um dos temas musicais da telenovela.
Musicalmente no ano de 2000 foi nominada nos Prêmios Billboard nas categorias de música latina pelo melhor disco, melhor dueto e melhor tema regional mexicano, seu álbum "Solo tuya"; posteriormente lanço o disco "Sexy", produzido por Abraham Quintanilla III.
Aracely regressou a televisão como apresentadora de um programa chamado Todo bebé, que estreou em 2008. Tratando de temas para mães e seus filhos pequenos.
Em 2009 ela anunciou seu retorno aos foros da Televisa para protagonizar a 4ª versão da história original do texto de Caridad Bravo Adams a telenovela "Corazón salvaje" sob a produção de Salvador Mejía Alejandre.
Em maio de 2012 assinou contrato de exclusividade com a Telemundo. No canal, ela protagonizou a telenovela La patrona em 2013.
Em 2014 protagonizou a novela Los miserables. Também protagonizou a novela La doña, que foi dividida em duas temporadas, entre 2016 e 2020.
Em 2022, após 12 anos, regressou à Televisa para protagonizar o reboot de La madrastra.

## Vida pessoal
De 2005 a início de 2009, Arambula era a esposa do cantor Luis Miguel , com quem teve dois filhos: Miguel, nascido em 1 de janeiro de 2007, e Daniel, nascido em 18 de dezembro de 2008. Em 2012, Aracely Arámbula começou a namorar o ator argentino Sebastian Rulli, os dois mantiveram um relacionamento durante um ano, e terminaram em 2013.

## Filmografia

### Televisão
| Ano       | Título                          | Personagem                                      | Notas                                |
| --------- | ------------------------------- | ----------------------------------------------- | ------------------------------------ |
| 1994      | Prisionera de amor              | Virginia                                        | Participação Especial                |
| 1995      | Acapulco, cuerpo y alma         | Amiga de Aidé                                   | Episódios: "4-6 de setembro de 1995" |
| 1996      | Cañaveral de pasiones           | Leticia Cisneros                                | Co-Protagonista                      |
| 1996      | Canción de amor                 | Laura Velez                                     | Co-Protagonista                      |
| 1997      | Pueblo chico, infierno grande   | Leonarda Ruán (jovem)                           | Primeira Fase                        |
| 1997      | El alma no tiene color          | Margarita Roldán                                | Antagonista                          |
| 1998      | Rencor apasionado               | Mayteé Monteverde                               | Antagonista                          |
| 1998      | Soñadoras                       | Jacqueline de la Peña                           | Protagonista                         |
| 1999      | DKDA: Sueños de juventud        | Aracely                                         | Participação                         |
| 1999      | Alma rebelde                    | María Elena Hernández                           | Atuação Estrelar                     |
| 2000      | Abrázame muy fuerte             | María do Carmo Campuzano                        | Protagonista                         |
| 2002      | Las vías del amor               | Perla Gutiérrez Vázquez                         | Protagonista                         |
| 2009      | Corazón salvaje                 | Regina Montes de Oca                            | Protagonista                         |
| 2009      | Corazón salvaje                 | Aimée Montes de Oca                             | Antagonista                          |
| 2013      | La patrona                      | Gabriela Suárez / Verónica Dantes               | Protagonista                         |
| 2014      | Los miserables                  | Lucía Durán Montenegro                          | Protagonista                         |
| 2016-2020 | La doña                         | Altagracia Sandoval Ramos                       | Protagonista/ Antagonista            |
| 2017      | Carlos Gardel the King of Tango | Monique                                         | Episódio: "Rubia de New York"        |
| 2018      | MasterChef Latino               | Apresentadora                                   | Reality                              |
| 2018      | El señor de los cielos          | Altagracia Sandoval                             | Participação Especial                |
| 2022      | La madrastra                    | Marcia Cisneros Díaz de Lombardo / Marisa Jones | Protagonista                         |

## Teatro
| Ano     | Produção                                | Personagem       |
| ------- | --------------------------------------- | ---------------- |
| 2010-12 | Perfume de Gardenia                     | Gardenia Peralta |
| 2014    | Por qué los hombres aman a las cabronas | Dulce            |

## Discografia

### Álbuns

#### Álbuns de Estúdio
| Sólo tuya                                                                     | - Publicado: 14 de maio de 2002 - Formato: CD - Discográfica: Disa Records                                      | 35 | 19 |
| Sexy                                                                          | - Publicado: 19 de julho de 2005 - Formatos: CD, Protección de copia - Discográfica: Capitol Records, EMI Music | 20 | —  |
| Línea de oro                                                                  | - Publicado: 10 de julho de 2007 - Formatos: CD - Discográfica: Disa Records, UMGD                              | —  | —  |
| "—" indica que o álbum não se posicionou ou não foi lançado nesse território. | |    |    |

#### Álbuns de bandas sonoras
| Título              | Detalles del álbum                                                                                |
| ------------------- | ------------------------------------------------------------------------------------------------- |
| Abrázame muy fuerte | - Publicado: 15 de maio de 2011 - Formatos: CD, descarga digital, Casete - Discográfica: Sony BMG |

### Singles
| «Te quiero más que ayer» (con. Palomo)                                         | 2002 | 27 | 9 | Sólo tuya |
| «Ojalá»                                                                        | 2002 | —  | — | Sólo tuya |
| «Sexy»                                                                         | 2005 | 23 | — | Sexy      |
| «Bruja»                                                                        | 2005 | —  | — | Sexy      |
| «Maldita soledad»                                                              | 2005 | —  | — | Sexy      |
| "—" indica que a canção não se posicionou ou não foi lançado nesse território. |      |    |   |           |

#### Como artista convidada
| Título                                   | Ano  | Álbum               |
| ---------------------------------------- | ---- | ------------------- |
| «Arriba» (DJ Kane con. Aracely Arámbula) | 2005 | Capítulo II: Brinca |

#### Singles promocionais
| Título              | Ano  | Álbum            |
| ------------------- | ---- | ---------------- |
| «Las vías del amor» | 2002 | Línea de Oro     |
| «La patrona»        | 2013 | canção sem álbum |

### Outras aparições
| Título              | Ano  | Outro(s) artista(s) | Álbum                     |
| ------------------- | ---- | ------------------- | ------------------------- |
| «La maquinita»      | 1999 | —                   | Ellas Cantan a Cri Cri    |
| «Niña y mujer"      | 2001 | —                   | Abrázame muy fuerte       |
| «Miedo»             | 2001 | —                   | Abrázame muy fuerte       |
| «Bla, bla, bla»     | 2001 | —                   | Abrázame muy fuerte       |
| «Salva a tu México» | 2011 | María Victoria      | ¡Víva la reina de México! |
| «Juntos tú y yo»    | 2013 | —                   | canção sem álbum          |

### Vídeos musicais
| Título                   | Ano  | Notas                                               |
| ------------------------ | ---- | --------------------------------------------------- |
| «Te quiero más que ayer» | 2002 |                                                     |
| «Las vías del amor»      | 2002 | Vídeo promocional de la telenovela del mismo nombre |
| «Sexy»                   | 2005 |                                                     |

## Prêmios e Indicações
| Ano  | Festival                    | Categoria                              | Nomeações           | Resultado |
| ---- | --------------------------- | -------------------------------------- | ------------------- | --------- |
| 1996 | Prêmio El Heraldo de México | O Rosto do El Heraldo                  | Ela mesma           | Venceu    |
| 1999 | Prêmio TVyNovelas           | Melhor Revelação Feminina              | Soñadoras           | Indicada  |
| 2001 | Prêmio TVyNovelas           | Melhor beijo (com Fernando Colunga)    | Abrazame Muy Fuerte | Indicada  |
| 2001 | Prêmio TVyNovelas           | Melhor Atriz Protagonista              | Abrazame Muy Fuerte | Indicada  |
| 2001 | Prêmios ERES de Televisão   | Melhor Papel Protagônico               | Abrazame Muy Fuerte | Indicada  |
| 2001 | Prêmio El Heraldo de México | Melhor Atriz                           | Abrazame Muy Fuerte | Venceu    |
| 2002 | Prêmio ACE de Nova York     | Melhor Atriz                           | Abrazame Muy Fuerte | Indicada  |
| 2003 | Prêmio TVyNovelas           | Melhor Atriz Protagonista              | Las vías del amor   | Indicada  |
| 2003 | Prêmios Billboard Latino    | Melhor Disco                           | Sólo tuya           | Indicada  |
| 2003 | Prêmios Billboard Latino    | Melhor Dúo                             | Sólo tuya           | Indicada  |
| 2003 | Prêmios Billboard Latino    | Melhor Tema Regional Mexicano          | Sólo tuya           | Indicada  |
| 2010 | Premios People en Español   | Retorno do Ano                         | Corazón Salvaje     | Venceu    |
| 2010 | Prêmio TVyNovelas           | Melhor Atriz Antagonista               | Corazón Salvaje     | Indicada  |
| 2010 | Prêmio TVyNovelas           | Melhor Atriz Protagonista              | Corazón Salvaje     | Indicada  |
| 2010 | Prêmio ACE de Nova York     | Melhor Vilã                            | Corazón Salvaje     | Indicada  |
| 2013 | Prêmios Tu Mundo            | Protagonista Favorita                  | La patrona          | Venceu    |
| 2013 | Prêmios Tu Mundo            | O Casal Perfeito (com Jorge Luis Pila) | La patrona          | Venceu    |
| 2013 | Prêmio People en Español    | Melhor Atriz                           | La patrona          | Venceu    |
| 2013 | Prêmio People en Español    | Melhor Casal (com Jorge Luis Pila)     | La patrona          | Venceu    |
| 2017 | Prêmios Tu Mundo            | Protagonista Favorita                  | La doña             | Venceu    |
| 2017 | Prêmios Tu Mundo            | O Casal Perfeito (com David Chocarro)  | La doña             | Venceu    |